# Психологија медија
Психологија медија је грана психологије која се фокусира на интеракције између људског понашања, медија и технологије. Психологија медија није ограничена на масовне медије или медијске садржаје; укључује све облике посредоване комуникације и понашања у вези са медијском технологијом, као што су понашање употребе, дизајна, утицаја и дељења. Ова грана је релативно нова област студија због технолошког напретка. Користи различите методе критичке анализе и истраживања како би развио радни модел перцепције корисника о медијском искуству. Ове методе се примењују за друштво у целини и појединачно. Психолози који проучавају медије могу обављати активности које укључују консалтинг, дизајн и продукцију у различитим медијима као што су телевизија, видео игрице, филмови и емитовање вести.

## Области истраживања
Област психологија медија истражује како су недавне, новије апликације друштвених медија попут Инстаграма, ТикТок-а и Фејсбука постале популарније и како стварају нове медијске и менталне изазове који се не истражују. Новије апликације као што су Инстаграм и Фејсбук промениле су начин на који људи конзумирају медије, комуницирају и баве се својом сликом о себи. Ове платформе друштвених медија су увеле сложену менталну динамику која може допринети изазовима менталног здравља као што су негативна слика о телу, депресија и анксиозност, што може утицати на кориснике и допринети нездравим медијским психолошким ефектима.  Као одговор, истраживачи су почели да фокусирају своје студије на психолошке ефекте ових платформи, посебно на ефекте на млађе кориснике, разматрајући питања попут друштвеног поређења и имиџа тела.